# Santo

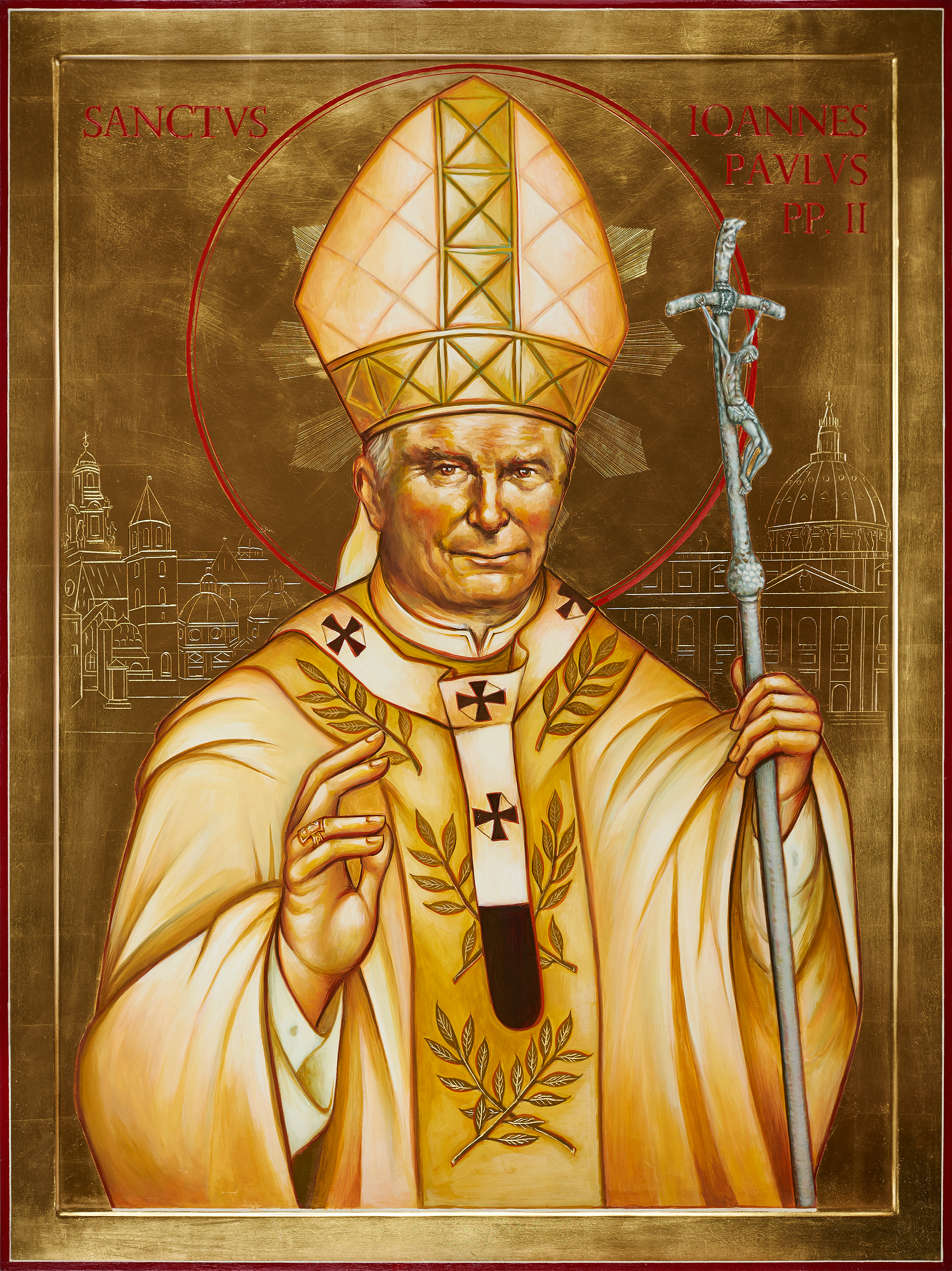
Ícone de São João Paulo II, Cracóvia

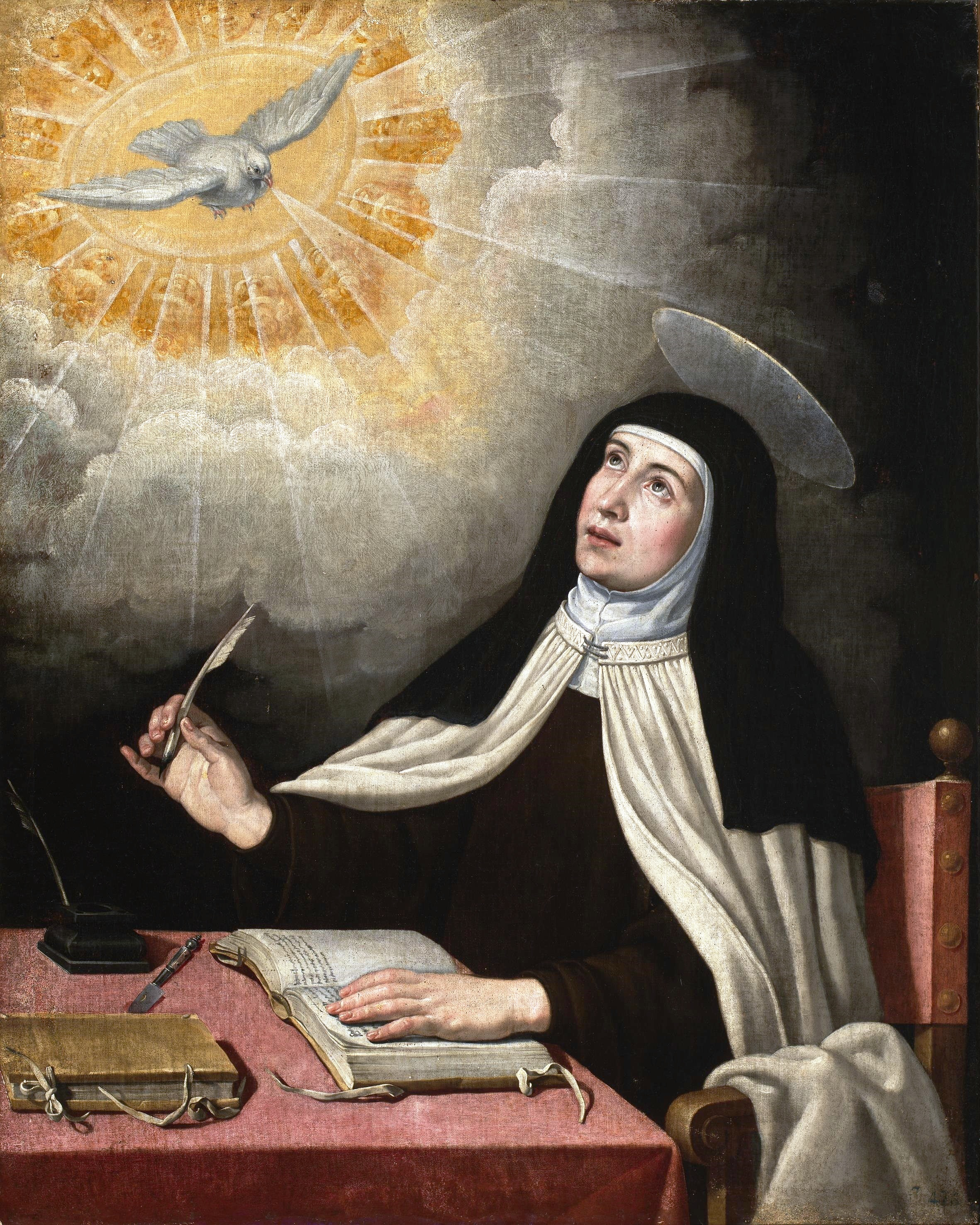
Santa Teresa d'Ávila (séc. XVII), Museu do Prado

Santo (do termo latino sanctu, "estabelecido segundo a lei", "que se tornou sagrado") é tudo aquilo que é sagrado, ou seja, que está conforme os preceitos religiosos e a divindade.
Para o Cristianismo Católico, "santo" é todo aquele que já está no Céu, junto de Deus, aguardando a Parúsia (segunda vinda de Cristo). Aqueles que a Igreja Católica reconhece como santos, através da canonização, são as pessoas que desempenharam uma obra admirável, ou cuja vida serve de testemunho aos demais católicos. Na Igreja Ortodoxa e na Igreja Anglicana, pessoas reconhecidas por virtudes especiais podem receber, também, o título de Santo, porém a Igreja Católica foi a que mais gerou santos na sua História. Esse título denota que, além de grande caráter, a pessoa está na graça de Deus (no Céu), mas a falta desse reconhecimento formal não significa necessariamente que o indivíduo não seja um santo. Aqueles santos que não possuem o reconhecimento formal da Igreja Católica recebem o título de Santos Anônimos. Para celebrar a honra desses santos, foi instituído o Dia de Todos-os-Santos pelo Papa Gregório III.

## Etimologia
Os romanos cultuavam um deus antiquíssimo, Sancus, que não deixava violar as promessas e juramentos, mandando cumpri-las. Daí vem o verbo sancire, “consagrar”. Sanctus, “santo, consagrado, o qual tem que, sobretudo, ser tratado com respeito” é o particípio passado do verbo supracitado, gerando assim o termo santo.

## Santos no Catolicismo e na Igreja Ortodoxa
Na Igreja Católica e na Igreja Ortodoxa, algumas pessoas são, oficialmente, reconhecidas como santos. Elas são vistas como tendo feito algo de extraordinário ou tendo uma especial proximidade com Deus. A veneração dos santos, em latim cultus, ou o culto dos santos, descreve uma especial devoção aos santos populares. Embora o termo "culto" seja, frequentemente, utilizado, significa apenas prestar honra ou respeito (dulia). O Culto Divino está devidamente reservado apenas para Deus (latria).
Na doutrina católica, uma vez que Deus é o Deus da Vida, os santos estariam vivos no céu, podendo por isso interceder ou orar junto a Deus por aqueles que estão ainda na terra. A Igreja Católica baseia sua crença no dogma da comunhão dos santos e na passagem bíblica "Antes de tudo, pois, exorto que se use a prática de súplicas, orações e intercessões, ações de graça, em favor de todos os homens" (Primeira Epístola a Timóteo, capítulo 2, versículo 1).
Um santo pode ser designado como um santo padroeiro de causas específicas ou profissões, ou invocado contra doenças específicas ou catástrofes, mas isso é somente pensamento popular, não sendo uma doutrina oficial da Igreja. Os santos não têm poderes próprios, mas apenas que os concedidos por Deus. Relíquias de santos são respeitados e muitas vezes preservadas em igrejas.

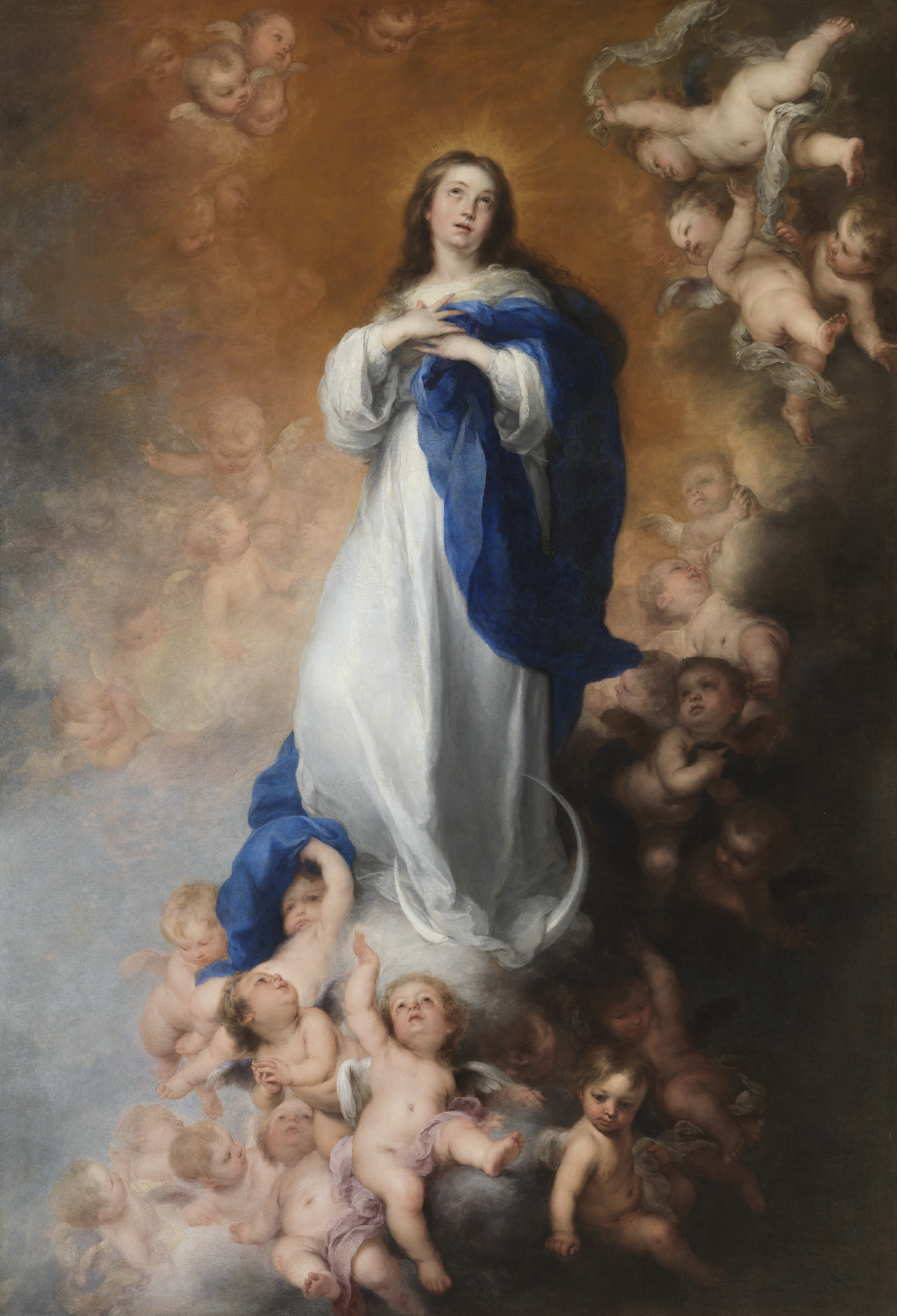
Maria, mãe de Jesus

O processo de reconhecimento oficial de um santo é chamado, na Igreja Católica, de canonização. Isto só pode ter lugar após a sua morte uma vez que, segundo os princípios do Catolicismo Romano, mesmo a mais santa pessoa viva pode cair em pecado mortal até o último momento. Na Igreja Ortodoxa, é mais no sentido de evitar a pressa e permitir um amplo tempo de reflexão sobre a vida da pessoa.
"A Igreja Católica sempre acreditou que, desde os primeiros tempos do cristianismo, os apóstolos e os mártires em Cristo estão unidos a nós mais estreitamente, venerou-os particularmente juntamente com a bem-aventurada Virgem Maria e os Santos Anjos, e implorou devotamente o auxílio da sua intercessão. A eles se uniram também outros que imitaram mais de perto a virgindade e a pobreza de Cristo e além disso aqueles cujo preclaro exercício das virtudes cristãs e dos carismas divinos suscitaram a devoção e a imitação dos fiéis. (…) A Sé Apostólica (…) propõe homens e mulheres que sobressaem pelo fulgor da caridade e de outras virtudes evangélicas para que sejam venerados e invocados, declarando-os Santos e Santas em ato solene de canonização, depois de ter realizado as oportunas investigações." (João Paulo II, Const. Apost. Divinus perfectionis Magister).

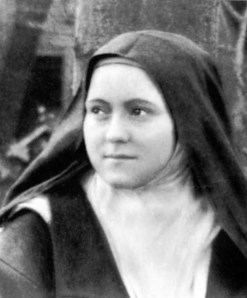
Santa Teresinha do Menino Jesus, freira carmelita.

Segundo Bento XVI, a santidade é uma tarefa que não é exclusiva apenas dos cristãos, mas de todo ser humano. Recordou que nos primórdios do cristianismo os cristãos eram chamados de "os santos". Com efeito, afirmou que 
"o cristão já é santo, porque o Batismo o une a Jesus e a seu Mistério Pascal, mas, ao mesmo tempo, deve chegar a sê-lo identificando-se com Ele mais intimamente. Às vezes, costuma-se pensar que a santidade é uma condição de privilégio reservado a uns poucos escolhidos. Na realidade, ser santo é tarefa de todo cristão, de todo homem. Segundo a epístola de São Paulo aos Efésios: "Deus sempre nos abençoou e nos escolheu em Cristo para sermos santos e irrepreensíveis em sua presença, no amor". Todos os seres humanos são, portanto, chamados à santidade. Em última instância, a santidade consiste em viver como filhos de Deus, na "semelhança" com Ele, segundo a qual foram criados. Todos os seres humanos são filhos de Deus e todos devem chegar a ser aquilo que são, mediante o exigente caminho da liberdade." (Bento XVI, por ocasião da Solenidade de Todos os Santos de 2007)
Em conclusão, a santidade é uma vocação única e universal do Homem e consiste na "plenitude da vida cristã e [na] perfeição da caridade".

### Procedimento
No catolicismo , o caminho para uma pessoa ser canonizada é regulado pela Constituição Apostólica Divinus perfectionis Magister, de 25 de janeiro de 1983, e pelas Normae da Sagrada Congregação para as Causas dos Santos, de 7 de fevereiro de 1983. Em 18 de fevereiro de 2008 a Santa Sé torna público a instrução "Sanctorum Mater" da Congregação para a Causa dos Santos sobre as normas que regulam o início das causas de beatificação juntamente com o "Index ac status causarum".
Segundo aquelas normas, ao bispo diocesano ou autoridade da hierarquia a ele equiparada, de iniciativa própria ou a pedido de fiéis, é a quem compete investigar sobre a vida, virtudes ou martírio e fama de santidade e milagres atribuídos e, se considerar necessário, a antiguidade do culto da pessoa cuja canonização é pedida. Nesta fase, a pessoa investigada recebe o tratamento de "Servo de Deus" se é admitido o início do processo.
Haverá um postulador que deverá recolher informações pormenorizadas sobre a vida do Servo de Deus e informar-se sobre as razões que pareceriam favorecer a promoção da causa da canonização. Os escritos que tenham sido publicados devem ser examinados por teólogos censores; nada havendo neles contra a fé e aos bons costumes, passa-se ao exame dos escritos inéditos e de todos os documentos que de alguma forma se refiram à causa. Se, ainda assim, o bispo considerar que se pode ir em frente, providenciará o interrogatório das testemunhas apresentadas pelo postulador e de outras que achar necessário.
Em separado, se faz o exame do eventual martírio e o das virtudes, que o servo de Deus deverá ter praticado em grau heroico (fé, esperança e caridade; prudência, temperança, justiça, fortaleza e outras) e o exame dos milagres a ele atribuídos. Concluídos estes trabalhos, tudo é enviado a Roma para a Sagrada Congregação da Causa dos Santos.
Para tratar das causas dos santos existem, na Congregação para a Causa dos Santos, consultores procedentes de diversas nações, uns peritos em história e outros em teologia, sobretudo espiritual, há também um Conselho de médicos. Reconhecida a prática das virtudes em grau heroico o decreto que o faz declara o Servo de Deus "Venerável".
Havendo apresentação de milagre, este é examinado numa reunião de peritos e, se se trata de curas pelo Conselho de médicos, depois é submetido a um Congresso especial de teólogos e pôr fim à Congregação dos cardeais e bispos. O parecer final destes é comunicado ao Papa, a quem compete o direito de decretar o culto público eclesiástico que se há de tributar aos Servos de Deus. A Beatificação portanto, só pode ocorrer após o decreto das virtudes heroicas e da verificação de um milagre atribuído à intercessão daquele Venerável.
O milagre deve ser uma cura inexplicável à luz da ciência e da medicina, consultando inclusive médicos ou cientistas de outras religiões e ateus. Deve ser uma cura perfeita, duradoura e que ocorra rapidamente, em geral de um a dois dias. Comprovado o milagre é expedido um decreto, a partir do qual pode ser marcada a cerimônia de beatificação, que pode ser presidida pelo Papa ou por algum bispo ou cardeal delegado por ele.
Caso a pessoa em causa já tenha o estatuto de beato e seja comprovado mais um milagre pela Igreja Católica, em missa solene o Santo Padre ou um Cardeal por ele delegado declarará aquela pessoa como Santa e digna de ser levada aos altares e receber a mesma veneração em todo o mundo, concluindo assim o processo de canonização.

### Colégio de Postuladores
Em 17 de dezembro de 2007, o Papa Bento XVI, dirigindo-se aos membros do Colégio de Postuladores para as Causas de Beatificação e Canonização da Congregação para as Causas dos Santos, reafirmou que "todos os que trabalham pelas causas do santos (…) estão chamados a pôr-se exclusivamente a serviço da verdade. Por isso, durante a investigação diocesana, as provas testemunhais e documentais devem-se recolher tanto quando são favoráveis como quando são contrárias à santidade, à fama de santidade ou martírio dos Servos de Deus". Considera que por isto "é chave a tarefa dos postuladores, tanto na fase diocesana, como na fase apostólica do processo; uma tarefa que deve ser irrepreensível, inspirada na retidão e encaminhada à probidade absoluta".

## No Protestantismo
Na maioria das Igrejas Protestantes históricas, por não existir qualquer processo de canonização em suas doutrinas, a palavra é usada para significar um compromisso verdadeiro com Deus e seus ensinamentos, ou seja, essa pessoa sabe que é impossível ser perfeita como Jesus foi, mas sabe também que depois de sua conversão, o pecado não deve fazer parte de seus hábitos.
De acordo com o Luteranismo todos os crentes salvos e remidos por Cristo são santos, simultaneamente santos e pecadores, santos em Cristo porque foram salvos e remidos do pecado pela obra salvadora e expiatória de Cristo, e pecadores, pois tendo nascido com o pecado original carregam em si a natureza pecaminosa.
Os calvinistas usam o termo para referir-se aos crentes escolhidos por Deus que foram predestinados para a vida eterna.
A Igreja Anglicana tem suas raízes na Reforma Protestante, divide-se em "High Church" (Alta Igreja), "Low Church" (Igreja Baixa) e "Broad Church" (Igreja Ampla). Na High Church, usa-se também a designação de Santo, por estar mais próxima do Catolicismo, enquanto a Low Church usa o termo no contexto protestante enquanto a Broad Church também usa o termo com ambos os significados simultaneamente católico e protestante.
Em geral, o conceito de santo no protestantismo refere-se a pessoas separadas por Deus que foram salvas e remidas por Cristo por meio da justificação através da Fé e por obra do espírito santo estão em processo de santificação, isto é, estão sendo aperfeiçoadas e como consequência procuram fazer o bem e agradar a Deus, lutando contra os pecados.
A palavra "santo" no hebraico, tem por sentido o ato de "cortar", em grego "separar- separado", "diferenciar- diferenciado". O contexto indica que o crente em Jesus deve levar uma vida separada, diferenciada do atual modelo de vida da cultura vigente. Sua vida deve mostrar diferença quanto aos costumes desta sociedade secularista, e adotar os mesmos procedimentos que Cristo.

## No Judaísmo
A noção mais próxima que se pode obter no judaísmo é a de tzaddik, uma pessoa correcta. O Talmude diz que, em determinada altura, pelo menos 36 tzaddikim vivem entre nós: são anônimos, mas é por causa deles que o mundo não é destruído. O Talmude e a Kabbalah oferecem vários ideais sobre a natureza e o papel destes 36 tzaddikim. Estes personagens possuem o papel de interceder pelos homens.

## No Islã
Existiram, até ao século XX, figuras carismáticas que regulavam os conflitos entre os clãs rivais. Tinham um estatuto especial e, muitas vezes, mágico. Ernest Gellner estudou estas figuras místicas e documentou o seu trabalho num livro chamado "Santos do Atlas".
O sufismo e o shiismo possuem vários santos venerados.

## Em outras religiões
No Budismo, pode se considerar certas pessoas ou deidades em específico como santos, como por exemplo, em ambas as tradições Teravada e Mahayana é assegurado que os Arhats possuem uma energia especial e/ou divina, uma elevada estatura espiritual, também há os bodhisattvas, o qual é qualquer pessoa que conseguiu alcançar o Buddhabhāvas (uma condição espiritual descrita no Budismo como "estar totalmente despertado" ou "ser iluminado"; um conceito similar ao de "alcançar a graça" no Cristianismo)
Os budistas tibetanos consideram os tulkus (reencarnações de praticantes budistas eminentes falecidos) como santos vivos na terra.
No xintoísmo japonês, os kami, espíritos animísticos da natureza, manifestações dos elementos e/ou forças naturais, tais como a água, fogo, trovões, etc. Também podem ser considerados como uma espécie de santo. Similar como acontece no conceito de santo na religião católica, Imperadores do Japão já falecidos ou até mesmo pessoas comuns que já faleceram podem se tornar um kami após sua morte (similar ao que acontece na canonização).

## Uso de "Santo" e "São"
Em português, convencionou-se a utilização do substantivo "santo" para nomes masculinos iniciados por vogal ou a letra H – exemplo, Santo Antônio e Santo Hipólito – e de "são" para nomes iniciados por consoante – exemplo, São Bernardo. As únicas exceções são Santo Tirso, São Tomás – também conhecido como "Santo Tomás" – e Santo Agostinho, também conhecido como "São Agostinho". E também Santo Xisto (Vila Real de Trás-os-Montes), Santo Cristo (Festas do Senhor Santo Cristo nos Açores) e também Santo Deus. Para as santas, usa-se, sempre, "santa".
Os do Antigo Testamento são também santos, mas somente devem ser ditos sob o título "santo" (não na forma apocopada de "são"), independentemente da inicial. Exemplo: Santo Moisés